# Ночела (Терамо)
Ночела (итал. Nocella) је насеље у Италији у округу Терамо, региону Абруцо.
Према процени из 2011. у насељу је живело 337 становника. Насеље се налази на надморској висини од 452 м.